# 錫赫納伊夫卡
49°3′7″N 31°29′42″E / 49.05194°N 31.49500°E
錫赫納伊夫卡（羅馬化：Syhnaivka）是位於烏克蘭中部的村莊，由切爾卡瑟州茲韋尼霍羅德卡區的什波拉市鎮負責管轄。該村面積7.69平方公里，海拔高度149米，2024年人口1,501，人口密度每平方公里248.9人。